# 陶山巌
陶山 巌（すやま いわお、1904年7月10日 - 1979年11月30日）は、出版事業家。株式会社集英社の初代社長および小学館の元役員。

## 来歴
1932年小学館に入社し、編集、宣伝部長、出版部長を経て、1947年、小学館の子会社であり休眠状態であった集英社が再出発した際に出向し初代社長に就任。元編集者だった陶山は部下の編集者を指導し集英社を日本屈指の出版社に育て上げる。小学館の創業社長・相賀武夫の片腕として知られ、一ツ橋グループの重鎮として武夫の後を継いだ相賀徹夫を若年期から晩年まで支え続けた。
1975年より会長職。1979年11月30日11時55分に腸間膜動脈閉塞症のため関川総合病院で死去（享年75歳）。